# Episodi di Un eroe da quattro soldi
La prima e unica stagione della serie televisiva Un eroe da quattro soldi è andata in onda negli Stati Uniti dall'8 settembre 1966 al 5 gennaio 1967 sulla NBC.
| nº | Titolo originale                           | Prima TV USA      | Titolo italiano                    | Prima TV Italia |
| -- | ------------------------------------------ | ----------------- | ---------------------------------- | --------------- |
| 1  | A Night to Remember to Forget              | 8 settembre 1966  | Una serata da eroe                 |                 |
| 2  | The Big Return of Little Eddie             | 15 settembre 1966 | Il ritorno del piccolo Eddie       |                 |
| 3  | Pardon Me, But Your Party's Showing        | 22 settembre 1966 |                                    |                 |
| 4  | Curiosity Killed a Key                     | 29 settembre 1966 |                                    |                 |
| 5  | Rumble Without a Cause                     | 6 ottobre 1966    |                                    |                 |
| 6  | The Kid's Revenge                          | 13 ottobre 1966   | La vendetta del Kid                |                 |
| 7  | The Matchmaker                             | 20 ottobre 1966   |                                    |                 |
| 8  | The Day They Shot Sam Garret               | 3 novembre 1966   | Un'intervista delicata             |                 |
| 9  | If You Loved Me, You'd Hate Me             | 10 novembre 1966  | Provino a sorpresa                 |                 |
| 10 | The Universal Language                     | 17 novembre 1966  |                                    |                 |
| 11 | I Wouldn't Wish It on a Dog                | 24 novembre 1964  |                                    |                 |
| 12 | The Truth Never Hurts - Much               | 1º dicembre 1966  |                                    |                 |
| 13 | Who Needs a Friend in Need?                | 8 dicembre 1966   |                                    |                 |
| 14 | I Have a Friend                            | 15 dicembre 1966  | Io avrei un amico                  |                 |
| 15 | My Favorite Father                         | 22 dicembre 1966  | La persona che più ammiro          |                 |
| 16 | The Terribly Talented Trayton Tyler Taylor | 5 gennaio 1967    | Il talento di Trayton Tyler Taylor |                 |

## A Night to Remember to Forget
- Prima televisiva: 8 settembre 1966
- Diretto da: Robert Ellis Miller
- Scritto da: Bill Idelson, Sam Bobrick

### Trama
- Guest star: Hollis Irving (Nancy), Chuck Connors (se stesso)

## The Big Return of Little Eddie
- Prima televisiva: 15 settembre 1966
- Scritto da: Leonard Stern, Don Hinkley

### Trama
- Guest star: Harvey Korman (Ralph Rayburn), Paul B. Price (Eddie Benton)

## Pardon Me, But Your Party's Showing
- Prima televisiva: 22 settembre 1966
- Scritto da: Bill Idelson, Sam Bobrick

### Trama
- Guest star: Joseph V. Perry (McFadden)

## Curiosity Killed a Key
- Prima televisiva: 29 settembre 1966
- Scritto da: Roswell Rogers

### Trama
- Guest star: Ned Glass (Locksmith), Barbara Moore (Myrna)

## Rumble Without a Cause
- Prima televisiva: 6 ottobre 1966

### Trama
- Guest star:

## The Kid's Revenge
- Prima televisiva: 13 ottobre 1966

### Trama
- Guest star: Paul Brinegar (Kid McCool)

## The Matchmaker
- Prima televisiva: 20 ottobre 1966
- Scritto da: Bill Idelson, Sam Bobrick

### Trama
- Guest star: Ron Husmann (Larry Partridge), Laurel Goodwin (Marilyn)

## The Day They Shot Sam Garret
- Prima televisiva: 3 novembre 1966
- Diretto da: William Wiard
- Scritto da: Leonard Stern, Austin Kalish, Irma Kalish

### Trama
- Guest star: Dick Patterson (Ben), Phil Leeds (Art), Charles Aidman (Paxton)

## If You Loved Me, You'd Hate Me
- Prima televisiva: 10 novembre 1966
- Scritto da: Budd Grossman

### Trama
- Guest star: Charlene Holt (Angie), Quinn Redeker (Mike)

## The Universal Language
- Prima televisiva: 17 novembre 1966

### Trama
- Guest star:

## I Wouldn't Wish It on a Dog
- Prima televisiva: 24 novembre 1964
- Scritto da: Bill Idelson, Sam Bobrick

### Trama
- Guest star: Herb Vigran (Fred)

## The Truth Never Hurts - Much
- Prima televisiva: 1º dicembre 1966
- Scritto da: Martin Ragaway

### Trama
- Guest star:

## Who Needs a Friend in Need?
- Prima televisiva: 8 dicembre 1966
- Scritto da: Bill Idelson, Sam Bobrick

### Trama
- Guest star: Maureen Arthur (Adele)

## I Have a Friend
- Prima televisiva: 15 dicembre 1966
- Scritto da: Joseph C. Cavella, Carol Cavella

### Trama
- Guest star: Bernie Kopell (Charlie), Louis Quinn (Clyde)

## My Favorite Father
- Prima televisiva: 22 dicembre 1966
- Scritto da: Roswell Rogers

### Trama
- Guest star:

## The Terribly Talented Trayton Tyler Taylor
- Prima televisiva: 5 gennaio 1967
- Scritto da: Arne Sultan

### Trama
- Guest star: Joel Fabiani (Trayton Tyler Taylor), Mickey Manners (Dave)